# Nina Hemmes
Nina Hemmes, geb. Gall, (* 20. April 1983 in Hannover) ist eine ehemalige deutsche Eishockeyspielerin, die über viele Jahre für den EC Bergkamen und Hamburger SV in der Fraueneishockey-Bundesliga aktiv war und mit der deutschen Frauen-Nationalmannschaft an drei Weltmeisterschaften teilgenommen hat.

## Erfolge und Auszeichnungen
- 2005 Deutscher Meister mit dem EC Bergkamen
- 2006 Deutscher Pokalsieger mit dem EC Bergkamen

## Privat
Nina Hemmes ist mit Jan Hemmes verheiratet und arbeitet heute als Stewardess. Sie lernte Jan Hemmes beim KEV Hannover kennen, als beide dort mit dem Eishockey begannen.

## Karrierestatistik
P = Pokalrunde Nord

### International
(Legende zur Spielerstatistik: Sp oder GP = absolvierte Spiele; T oder G = erzielte Tore; V oder A = erzielte Assists; Pkt oder Pts = erzielte Scorerpunkte; SM oder PIM = erhaltene Strafminuten; +/− = Plus/Minus-Bilanz; PP = erzielte Überzahltore; SH = erzielte Unterzahltore; GW = erzielte Siegtore; 1 Play-downs/Relegation; Kursiv: Statistik nicht vollständig)